# Lagoa do Piauí
Lagoa do Piauí là một đô thị thuộc bang Piauí, Brasil. Đô thị này có diện tích 427,195 km², dân số năm 2007 là 3670 người, mật độ 8,59 người/km².